# Shekilango Terminal
Das Shekilango Terminal (Swahili Kituo cha basi Shekilango) ist eine Fernbusstation in Tansanias größter Stadt Daressalam. Die Station ist an das Mwendokasi-Netz, ein überwiegend auf eigener Trasse verlaufendes Nahverkehrs-Busnetz (Bus Rapid Transit, kurz BRT) in Daressalam, an den ÖPNV, angeschlossen, das durch Dar es Salaam Rapid Transit (kurz DART) betrieben wird. Die Station Shekilango befindet sich zentrumsnah in der im Wesentlichen in Nord-Süd-Richtung verlaufenden Shekilango Road im Stadtteil Ubungo im Westen der Stadt. Die Busse des Mwendokasi-Netzes fahren in Ost-West-Richtung auf der Morogoro Road über Shekilango und weitere Stationen. Eine Busverbindung führt zudem vom Morocco Terminal entlang der Shekilango Road als Zubringerstraße nach Süden zum Busbahnhof Shekilango. Der Name Shekilango ehrt Hussein Shekilango, einen tansanischen Politiker, der 1980 bei einem Flugzeugabsturz ums Leben kam.